# Сан Ђенаро (Авелино)
Сан Ђенаро је насеље у Италији у округу Авелино, региону Кампанија.
Према процени из 2011. у насељу је живело 28 становника. Насеље се налази на надморској висини од 672 м.